# Старуха (повесть)
«Старуха» — повесть Даниила Хармса, написанная в 1939 году.

## Сюжет
Повествование ведётся от первого лица. Главный герой, живущий в центре Ленинграда в коммунальной квартире, выходит из дома и видит во дворе старуху, держащую в руках настенные часы без стрелок. На углу Садовой встречает знакомого по имени Сакердон Михайлович и разговаривает с ним. Затем вспоминает, что забыл выключить электрическую печку, и возвращается домой. Сначала он пытается заснуть, обдумывая убийства детей, чьи крики доносятся с улицы. Потом решает написать гениальный рассказ о некоем чудотворце, который, однако, не творит чудес. Но единственное, что ему удаётся написать — «Чудотворец был высокого роста». Он слышит, как кто-то стучится в дверь. Это оказывается та старуха. Она садится в кресло и заставляет его встать на колени, а затем лечь на пол. Он понимает, что в этом нет смысла, встаёт и видит, что старуха умерла. Не зная, что делать, ложится спать. На следующий день идет в булочную и там знакомится с женщиной, которую называет милой дамочкой. Приглашает её к себе в гости выпить водки, она соглашается, но тут он вспоминает о трупе, лежащем у него дома, и убегает. Идёт в гости к Сакердону Михайловичу; после — к управдому, чтобы тот избавился от трупа. Управдома нет на месте; возвращается домой, открывает дверь комнаты и видит, что старуха ползёт по полу навстречу ему. Он захлопывает дверь, берёт крокетный молоток, открывает снова. Старуха неподвижна. Кладёт труп в чемодан и идёт в сторону трамвайной остановки. Издалека видит милую дамочку, пытается её догнать, но из-за чемодана не получается. Едет на трамвае до вокзала, покупает билет до станции «Лисий Нос», намереваясь выкинуть чемодан с трупом старухи в болото. Но во время поездки кто-то крадёт чемодан. Он доезжает до Лисьего Носа, идёт в лес и молится.

## Темы и анализ произведения
Главный герой повести, по утверждению исследователей, во многом является автобиографическим. Он живёт в том же районе Ленинграда, и, возможно, в том же доме, что и Хармс (улица Маяковского, д. 11); страдает от безденежья, ненавидит стариков и детей; интересуется вопросами бессмертия и веры, а также чуда. Прототипом друга главного героя, Сакердона Михайловича, считают друга Хармса Николая Олейникова, который был расстрелян осенью 1937 года.
Сюжет повести содержит отсылки, или даже является пародией на роман Фёдора Михайловича Достоевского «Преступление и наказание». Герой попадает в «ситуацию Раскольникова», которая заключается в том, что мёртвая старуха становится постоянной помехой во всех его делах. Однако, тут наказание происходит в отсутствие преступления. Другое произведение, с которым связывают «Старуху» — повесть Александра Сергеевича Пушкина «Пиковая дама». Например, когда в начале повести герой встречает старуху с часами без стрелок, он спрашивает у неё «Который час?», а она отвечает — «Сейчас без четверти три».

## История создания и публикаций
Повесть была написана в первой половине 1939 года. После этого, Хармс прочитал её друзьям. При жизни автора произведение не публиковалось. С 70-х годов распространялось в самиздате и публиковалось за границей. Впервые повесть была опубликована в 1974 году в сборнике «Избранное» в Вюрцбурге. Во время перестройки ограничения на публикацию в СССР были сняты.

## Отзывы
Специалисты называют «Старуху» главным произведением Хармса, а также одной из вершин русской прозы 1930-х годов. Дмитрий Быков назвал «Старуху» лучшей повестью о тридцатых годах.

## Экранизации
- 1991 — «Стару-ха-рмса» — СССР, реж. Вадим Гемс[20]
- 1998 — «Старуха» — Россия, реж. Дмитрий Сокуров[21]
- 1999 — «Старуха» (The Old Woman) — США, реж. Дуан Андерсен[22]
- 2010 — «Старуха» — Украина, реж. Борис Марковский[23]

## Театральные постановки
- 2013 — спектакль «Старуха», Международный фестиваль в Манчестере, совместная работа (постановка, сценография, концепция света) режиссёра Роберта Уилсона и актёров Уиллема Дефо и  Михаила Барышникова.[24]
- 2015 — спектакль «Картин не будет» (адаптация Дианы Штайн по повести Даниила Хармса «Старуха»), Национальный центр театрального искусства имени Леся Курбаса, режиссёр Диана Штайн.[25][26][27]
- 2020 — спектакль «Старуха», Академический Малый драматический театр — Театр Европы, режиссёр Сергей Женовач.[28]